# لوران بيشون
لوران بيشون (بالفرنسية: Laurent Pichon )‏ (و. 1986  م) هو دراج، ودراج على المضمار فرنسي، ولد في كامبار، شارك في طواف إيطاليا 2014، وسباق طواف فرنسا 2017، وطواف فرنسا 2018.

## سجل الفوز

### سباقات أو مراحل فاز بها
| التاريخ        | السباق                                   | المركز                  |
| -------------- | ---------------------------------------- | ----------------------- |
| 02 أبريل 2010  | روت أديلي 2010                           | الثاني في التصنيف العام |
| 30 مايو 2010   | 2010 Boucles de l'Aulne                  | الثاني في التصنيف العام |
| 07 أكتوبر 2010 | باريس بورج 2010                          | الثامن في التصنيف العام |
| 01 أبريل 2011  | روت أديلي 2011                           | التاسع في التصنيف العام |
| 03 أبريل 2011  | Flèche d'Emeraude 2011                   | الثامن في التصنيف العام |
| 08 مايو 2011   | أربعة أيام من دونكيرك 2011               |                         |
| 02 أكتوبر 2011 | طواف فونديه 2011                         | الرابع في التصنيف العام |
| 01 يناير 2012  | كأس فرنسا لركوب الدراجات على الطريق 2012 | الثالث في تصنيف النقاط  |
| 30 مارس 2012   | روت أديلي 2012                           | الثاني في التصنيف العام |
| 08 مايو 2012   | أربعة أيام من دونكيرك 2012               | الثامن في التصنيف العام |
| 27 مايو 2012   | 2012 Boucles de l'Aulne                  | الثاني في التصنيف العام |
| 17 يونيو 2012  | بوكليس دي لا مايين 2012                  | الفائز في التصنيف العام |
| 18 يوليو 2013  | 2013 Grote Prijs Beeckman-De Caluwé      |                         |
| 01 يناير 2017  | كأس فرنسا لركوب الدراجات على الطريق 2017 | الفائز في التصنيف العام |
| 18 مارس 2017   | لوار أتلانتيك الكلاسيكي 2017             | الفائز في التصنيف العام |
| 31 مارس 2017   | روت أديلي 2017                           | الفائز في التصنيف العام |

## روابط خارجية
- لوران بيشون على موقع الاتحاد الدولي للدراجات (الإنجليزية)
- لوران بيشون على موقع أرشيف الدراجات (الإنجليزية)
- لوران بيشون على موقع إحصائيات الدراجات الإحترافية (الإنجليزية)
- لوران بيشون على موقع نسبة الدراجات (الإنجليزية)
- لوران بيشون على موقع CycleBase (الإنجليزية)